# Štras
Štrás  (tudi štrásovo stêklo) se imenujejo imitacije draguljev iz svinčenega stekla. Poimenovan je po alzacijskem izumitelju, draguljarju Georgu Friedrichu Strassu (1701–1773).
Izdelujejo jih iz steklu podobne snovi, ki vsebuje glinico, prodnik, železov oksid, bizmut, talij in soli kovin. Kamni se brusijo kot dragi kamni. Pogosto se podložijo s kovinsko folijo, ki ojača iskrenje.
V 18. stoletju je bilo na dvoru Ludvika XV. veliko povpraševanje po nakitu, kar je pospešilo izdelavo teh umetnih kamnov.